# Медаль Родла
Медаль Родла (пол. Medal Rodła) — польська державна нагорода, заснована наказом Сейму Польської Народної Республіки від 18 квітня 1985 року у зв'язку з 40-ю річницею перемоги у Другій світовій війні, а також приєднанням до Польщі у 1945 році Східної Померанії, Сілезії, Вармії і Мазурії.
Назва медалі пов'язана з Родлом — офіційним символом Союзу поляків в Німеччині з 1932 року.

## Історія
Медаллю нагороджували колишніх членів Союзу поляків в Німеччині і Вільного міста Данциг, а також інших поляків, які проживали на територіях, що відійшли після закінчення Другої Світової війни до Польщі, чиї непохитність та активна робота сприяли збереженню у свідомості співвітчизників своєї національної приналежності й культури.
Медаллю також нагороджувалися поляки, які своєю діяльністю сприяли освоєнню, відновленню та благоустрою інтегрованих до Польської Республіки древніх земель П'ястів.
Автор дизайну медалі — художник-графік Едвард Гороль.
Медаль Родла носилася на лівій стороні грудей і розташовувалася після медалі Перемоги і Свободи.
Всього було 6908 нагороджень. З травня 1990 року нагородження медаллю припинено.

## Опис
Медаль Родла кругла, діаметром 38 мм. Виготовлялася з посрібленого оксидованого томпака.
На лицьовій стороні медалі поміщено зображення Родла — символу Союзу поляків в Німеччині, що являє собою схематичне зображення річища Вісли з позначеним на ньому Краковом. Зверху знака в його центральній частині вміщено рельєфне зображення п'ястівського орла. Орел символізує панування П'ястів в Сілезії і «польську приналежність» цих земель.
По краю медалі зліва і справа опуклими літерами по дузі перший рядок пісні «Rota» на вірші Марії Конопницької: «NIE RZUCIM ZIEMI», «SKĄD NASZ RÓD». У верхній і нижній частині медалі чотири опуклі дугоподібні ризики.
Поверхня лицьової сторони медалі гранульована.
На зворотному боці в поглибленні, що повторює контури карти Польщі, зроблено напис: «PRL» (Польська Народна Республіка). З трьох сторін від карти зображені стародавні герби польських історичних земель, приєднаних до Польщі в 1945 році: POMORZE, WARMIA i MAZURY, ŚLĄSK (на 12, 4 і 8 годин по циферблату відповідно). Між гербами напис по колу: «BOJOWNIKOM: BUDOWNICZYM: POLSKOSCI» (Борцям і будівельникам польського духу).
Зворотний бік медалі гладкий, матовий. Поверхня карти гранульована, написи опуклі, зображення опуклі рельєфні.
У верхній частині медалі є вушко з кільцем для кріплення до стрічки.

### Стрічка
Стрічка Медалі Родла шовкова, муарова, бірюзового кольору, обрамлена з двох сторін поздовжніми біло-червоними смужками (червона смужка зовнішня). Ширина стрічки 40 мм.